# Stijgbeugel (voetsteun)

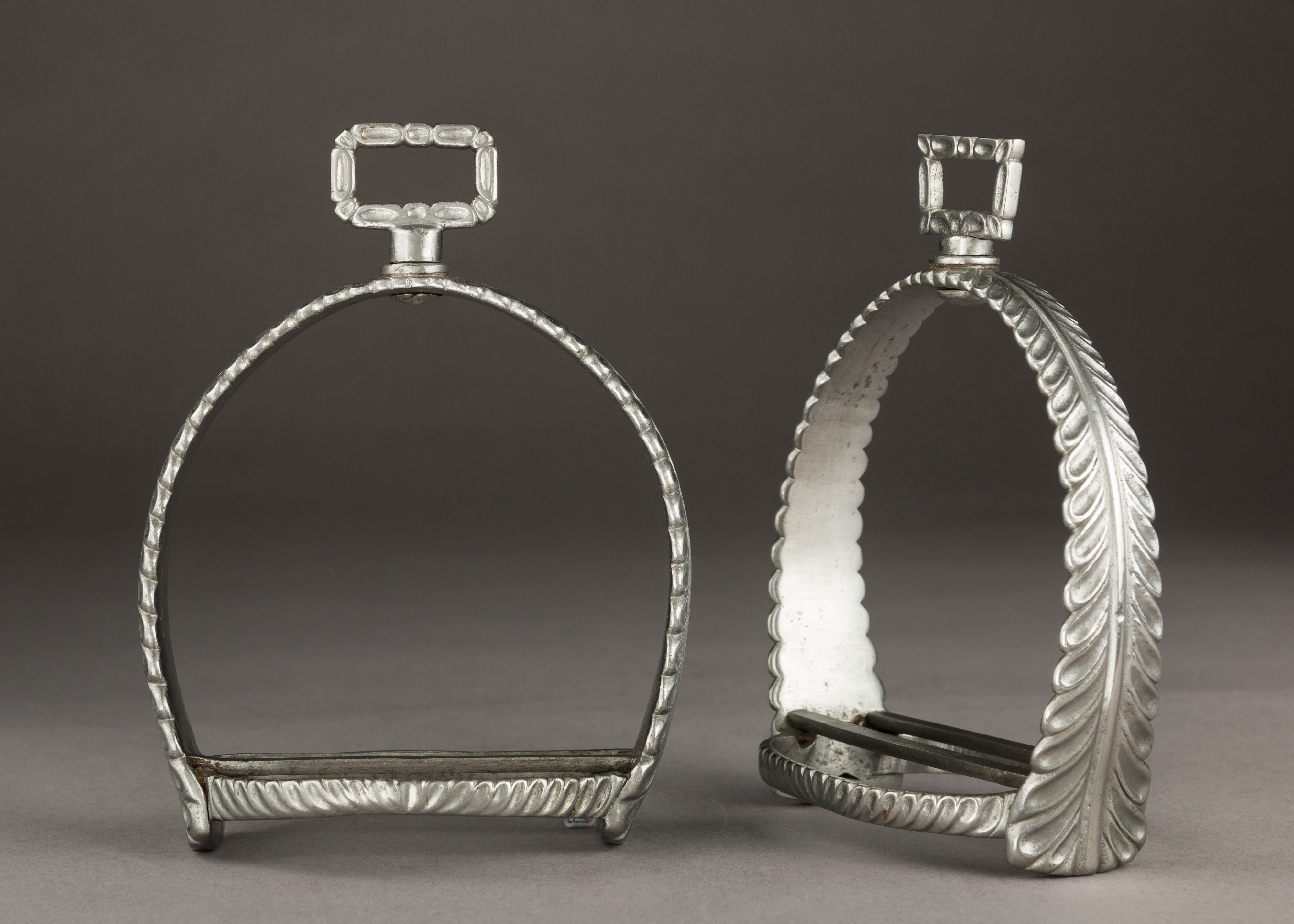
Een stel stijgbeugels uit het Metropolitan Museum of Art

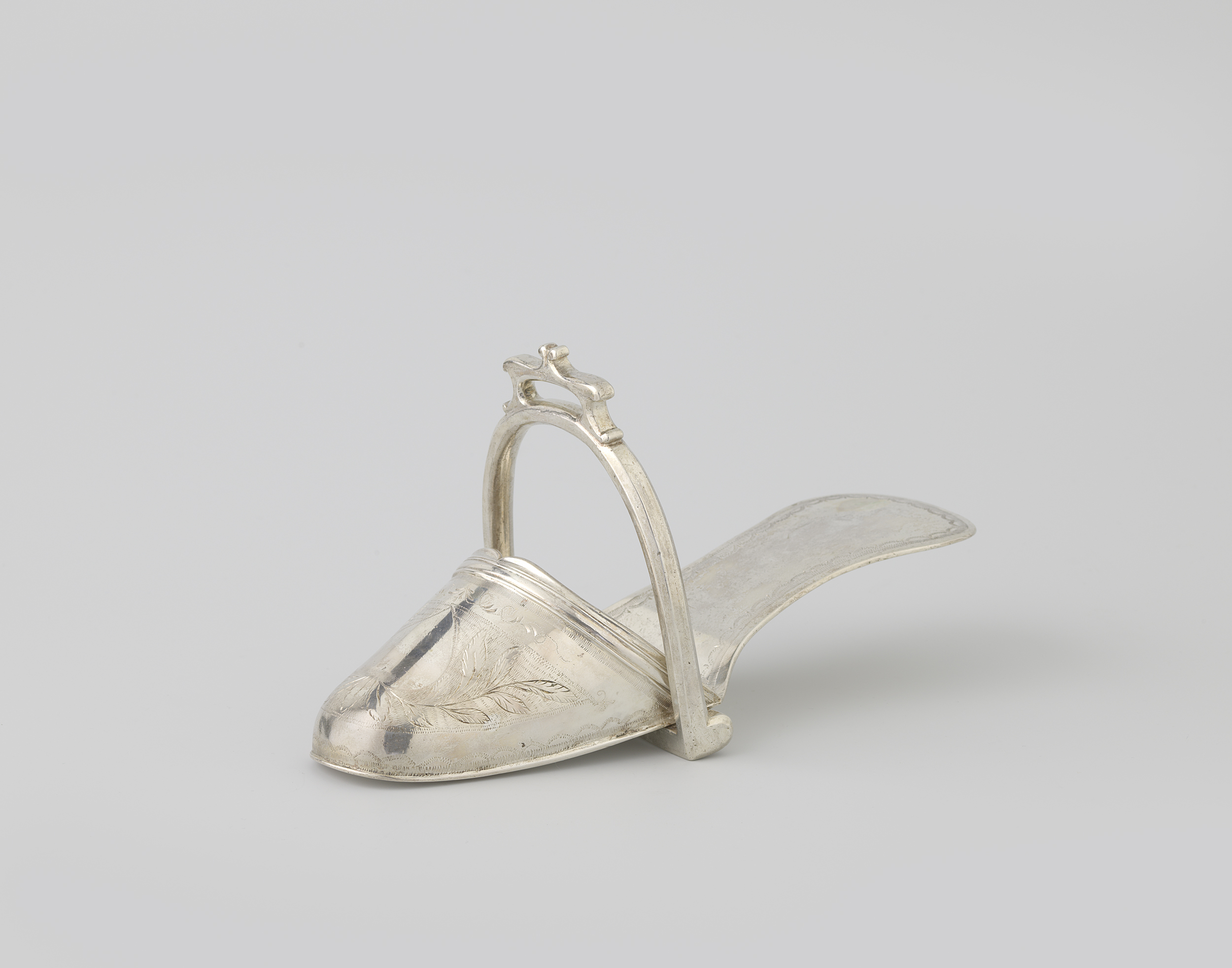
Zilveren stijgbeugel in de vorm van een muiltje, Rijksmuseum Amsterdam

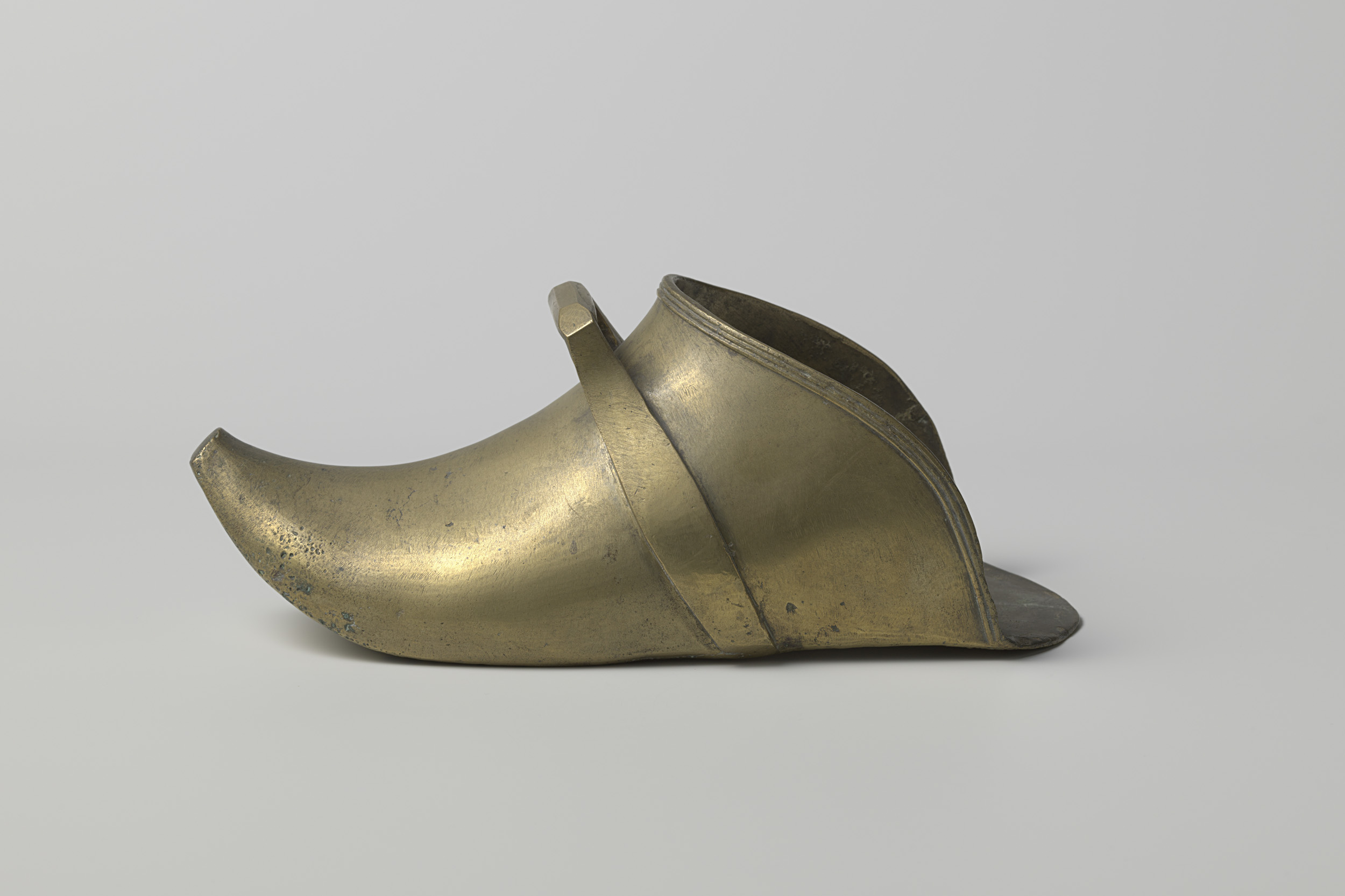
Messing stijgbeugel in de vorm van een slof, Rijksmuseum Amsterdam

Stijgbeugels zijn met stijgbeugelriemen aan het zadel bevestigde voetsteunen die worden gebruikt bij het paardrijden. Met stijgbeugels wordt het paard bestegen en de voeten van de ruiter worden tijdens het rijden ondersteund. Een ruiter gebruikt de stijgbeugels niet zozeer om in balans te blijven maar meer als bescherming bij een plotselinge zijsprong.

## Geschiedenis
De ruiters uit de oudheid, zoals de cavaleristen van Alexander de Grote, bereden hun paarden zonder voetsteun. In galop of bij sprongen grepen zij hun paard bij de manen om in balans te blijven. De Romeinen gebruikten een soort handvat aan de voorkant van het zadel als steun. Rond de derde eeuw n.Chr. werden in China echter voor het eerst bronzen en ijzeren stijgbeugels gebruikt. Het idee kan zijn oorsprong hebben gehad bij de nomaden in de steppen ten noorden van China, maar de vroegste afbeelding van een stijgbeugel dateert uit 302 n.Chr., op een aardewerken figuur van een cavalerist in Changsha, Hunan. De stijgbeugel werd in westelijke richting verspreid door de Avaren. In het midden van de zesde eeuw vormden de Avaren met hun gevaarlijke cavalerie een ernstige bedreiging voor het Byzantijnse Rijk. De Byzantijnse keizer Mauricius benadrukte in 580 in zijn militaire traktaat Strategikon het belang van stijgbeugels. Dit was de eerste vermelding van deze innovatie in Europa. De ingebruikname van stijgbeugels in West-Europa liet tot de achtste eeuw op zich wachten. Eenmaal geadopteerd waren ze een belangrijk onderdeel bij het succes van de zwaarbewapende ridders in de middeleeuwen.

## Beugelriemen
Stijgbeugelriemen zijn voor dressuur- en recreatieruiters met het volgende trucje op de juiste lengte te brengen: de ruiter legt zijn hand op het zadel met zijn middenvinger waar de riem bevestigd is; dan meet hij de riem zodanig af dat de stijgbeugel met gestrekte arm tot net onder zijn oksel komt.
Is men opgestegen, kan een gaatje korter of langer nodig zijn. In dressuurzit hangt het been makkelijk, min of meer natuurlijk naar beneden en komt de beugel tot de enkel. Door de voet in de beugel te brengen, komt de hak net een paar centimeter lager dan de tenen. De lengte van de stijgbeugelriemen varieert naargelang de tak van de paardensport die men beoefent. Een springruiter zal met kortere beugelriemen rijden, omdat hij hoger uit het zadel moet kunnen komen dan een dressuurruiter, die bijna met volledig gestrekte benen in het zadel zit.

## Types
Er zijn verschillende soorten stijgbeugels, afhankelijk van het type zadel (klassiek Engels, Western, Spaans, etc.) Ook binnen deze klassen kunnen we vaak nog onderverdelingen maken.
Bij de Engelse zadels zien we naast de standaard stijgbeugels, ook veiligheidsstijgbeugels (met elastiek voor springruiters), en exemplaren met scharnierpunten.

## Veiligheid
Het is uiterst belangrijk dat de stijgbeugels niet te smal zijn. Het gevaar zou anders bestaan dat de ruiter bij een val met zijn voet in de beugel blijft. Geschikt schoeisel is in dit opzicht ook zeer belangrijk.  
Verder zitten de beugelriemen vaak met een zogeheten veiligheidspal vast (bij westernzadels niet). Komt er opeens te veel druk, doordat een ruiter valt en het volle gewicht van de ruiter vastzit aan het (vaak vluchtende) paard, dan schiet de veiligheidspal open en ligt de ruiter op de grond met een voet nog in de beugel. 